# Carl David af Uhr
Carl David af Uhr, född 23 juni 1770 på Kungsgårdens bruk i Ovansjö socken i Gästrikland, död 19 mars 1849 i Stockholm, var en svensk ämbetsman inom bergsbruket, övermasmästare och akvarellist.

## Biografi
Carl David af Uhr var son till brukspatronen David af Uhr och Justina Catharina Reftelius. Släkten är enligt en uppgift från Schweiz härstammande släkt Uhr, som 1789 adlades med namnet af Uhr. Han blev 1787 student vid Uppsala universitet och avlade 1789 juridisk examen, blev 1790 auskultant i Bergskollegium och 1795 övermasmästare i västra distriktet och 1818 genom tjänstebyte i norra distriktet. Han valdes 1811 av Brukssocieteten till direktör över tackjärnsblåsningen och stångjärnssmidet i riket samt utnämndes 1817 till adjungerad ledamot av Bergskollegium. Från övermasmästar- och direktörsbefattningarna tog han avsked 1838.
Uhr deltog som ledamot av Riddarhuset flitigt i riksdagsförhandlingarna och gav där uttryck för frisinnade åsikter, i synnerhet i frågor rörande näringarna. Han var ledamot av Konstitutionsutskottet och 1825 valdes han till statsrevisor. Han var ledamot av kommittéerna angående Mynt- och kontrollverken (1828), låneunderstödsinrättning för bergsmansyrket (1829), myntväsendet (1830) och bergsdomstolarnas och bergsstaternas förändrade organisation (1839).
Uhr införde åtskilliga kostnadsbesparande förbättringar i järnhanteringen och verkade även för Höganäs stenkolsverk och tillverkningen där av eldfast tegel. Han var flitig medarbetare i "Jernkontorets Annaler" och författade 1816–1837 alla masmästeristatens till Jernkontoret ingivna årsberättelser. Jernkontoret tilldelade honom sin stora guldmedalj. Han invaldes som ledamot av Vetenskapsakademien 1821. Uhr är representerad med en karta över Norbergs gruvfält och akvareller vid Jernkontorets samlingar i Stockholm.